# Half-Breed (пісня)
«Half-Breed» («Напівкровка») — пісня та сингл американської співачки та акторки Шер. Пісню записали за участю колективу сесійних музикантів із Лос-Анджелеса «The Wrecking Crew» 21 травня 1973 року в студії «Larrabee Sound». Текст пісні описує життя дівчини, яка стикається з неприйняттям суспільством того, що у неї білий батько, а мати — індіанка-черокі. Пісня порушує тему расизму та подвійних стандартів. Вона очолила чарт «Billboard Hot 100», ставши другим сольним хітом Шер, який став «номер один» в США. Сингл отримав золоту сертифікацію у США за продаж понад 1 мільйон копій.

## Історія та складова
Пісня «Half-Breed» 1973 року стала першим синглом однойменного альбому Шер, який призначався для міжнародного релізу. Тоді як сам альбом був призначався для американського ринку. Написана і виконана представницею некорінного населення Північної Америки, пісня є класичною розповіддю «трагічної мулатки», з погляду білих людей, про молоду жінку, батько якої — білий, а мати — ймовірна індіанка-черокі. У пісні оповідається про те, як деспотичні білі називають її «індіанською скво», тоді як індіанці не приймають її «за свою», бо вона вважалася білою відповідно до «законів племен». У пісні є помилка, тому що черокі (як і більшість відомих індіанських племен) є матрилінійним суспільством — це означає, що дитина, народжена від матері-черокі — вважається черокі, незалежно від національності або етнічної приналежності її батька; тоді як дитина народжена від білої (або іншим чином неіндіанської) матері та від батька черокі — не вважалася повноцінним членом племені.
Пісня написана в тональності ля мінор у помірному темпі, 116 ударів на хвилину, та у звичайному такті. Вокал Шер охоплює ноти F3-A4.

## Оцінки
У 1973 році «Half-Breed» очолювала чарт США «Billboard Hot 100» протягом двох тижнів, ставши другим сольним та третім хітом Шер «номер один», а також другим сольним синглом, що отримав 
золоту сертифікацію, продажі якого становили понад 1 000 000 копій. Пісня стала хітом «номер один» у Канаді та Новій Зеландії й потрапила до десятки найкращих у чартах Австралії та Квебеку відповідно.
Пітер Фоутроп писав, що у пісні є «брязкітний ритм і що це одна з найвеселіших пісень альбому». «Rolling Stone» рекомендував її і назвав вокал Шер «божевільним», а продюсування — «комерцією у найвищій мірі».

## Живе виконання
1999 року, після майже 25 років невиконання пісні наживо, Шер виконувала її на концертах «Do You Believe? Tour». 2002 року Шер виконала цю пісню 326 разів у рамках концертів «Living Proof: The Farewell Tour». 2018 року вона виконала цю пісню під час концертів «Here We Go Again Tour». Також співачка виконувала її в Океанії, але після першого етапу гастролів відмовилися від цього.
Шер виконувала пісню у наступних концертних турах:
- Do You Believe? Tour (1999—2000)
- The Farewell Tour (2002—2005)
- Cher at the Colosseum (2008—2011)
- Dressed to Kill Tour (2014)
- Classic Cher (2017—2018)
- Here We Go Again Tour (2018)

## Музичне відео
Відео до «Half-Breed» є записаним виконанням пісні Шер на телешоу «Комедійна година Сонні і Шер» у 1973 році зі стереотипними образами «голлівудських індіанців». У відео Шер показано верхи на коні, одягнену в імітацію чоловічих регалій, створених Бобом Макі: вінок з пір'я рівнинного індіанця-воїна, топ з бретельками, змодельований за зразком нагрудника з трубок, і блискучу пов'язку на стегні. Насправді, жодна з цих речей ніколи не була частиною одягу черокі. Окрім цього, символи у відео, які, на думку авторів відео, представляли корінних американців — полум'я, що оточує тотемні стовпи, які зустрічаються поблизу північно-західної частини узбережжя Тихого океану — також не є частиною культури черокі, їх використовували лише як реквізит.

### Ремікс-версія
У 2002 році Ден-О-Рама створив спеціальне попурі з реміксів для відеомонтажу, яке використовували на концертах Шер «Living Proof: The Farewell Tour». Попурі містить відеокліпи до пісень «All I Really Want to Do», «Gypsys, Tramps & Thieves», «Half-Breed» і «Dark Lady».

## Учасники запису
- Шер — головний вокал
- Хел Блейн — ударні
- Колектив сесійних музикантів «The Wrecking Crew» — аранжування

## Чарти і сертифікації
| Чарт (1973)                                      | Позиція |
| ------------------------------------------------ | ------- |
| Australian Singles (Kent Music Report)           | 4       |
| Канадський чарт синглів (RPM Top Singles)        | 1       |
| Канадський чарт синглів (RPM Adult Contemporary) | 1       |
| Західнонімецький чарт синглів                    | 29      |
| Ізраїльський чарт синглів                        | 6       |
| Новозеландський чарт синглів                     | 1       |
| Норвезький чарт синглів                          | 12      |
| Квебецький чарт синглів (ADISQ)                  | 4       |
| Іспанський чарт синглів (Top 40 Radio)           | 11      |
| Шведський чарт синглів                           | 6       |
| Чарт синглів США Billboard (Hot 100)             | 1       |
| Чарт синглів США Billboard (Easy Listening)      | 3       |
| Чарт синглів США (Cash Box Top100)               | 1       |

| Чарт (1973)                                               | Позиція |
| --------------------------------------------------------- | ------- |
| Австралійський чарт синглів                               | 43      |
| Канадський чарт синглів (RPM Top Singles)                 | 13      |
| Чарт синглів США (Billboard Hot 100)                      | 20      |
| Чарт синглів США (Billboard (Top Easy Listening Singles)) | 23      |

| Чарт                                 | Позиція |
| ------------------------------------ | ------- |
| Чарт синглів США (Billboard Hot 100) | 329     |

| Регіон                                             | Сертифікація | Продажі    |
| -------------------------------------------------- | ------------ | ---------- |
| США (RIAA)                                         | Золотий      | 1 000 000^ |
| ^відвантаження, що базуються лише на сертифікаціях |              |            |

## В популярній культурі
- В епізоді фільму «Бездоганні» 1999 року, виконання цієї пісні імітує на сцені афроамериканська жінка.
- Пісня з'явилася у фільмі «Королі Догтауна» 2005 року
- 2012 року персонаж Шанайя Клеммонс із серіалу «Нова норма» заспівала цю пісню під час «Шоу талантів», зображуючи Шер.

## Кавери
- Шведські виконавці Björn Skifs & Blåblus (Blue Swede) зробили один з перших каверів до пісні у 1973 році. Він з'явився у їхньому альбомі «Pinewood Rally» та збірці під назвою «Björns Bästa (Bjorn's Best)».
- Німецька співачка Джой Флемінг записала німецькомовну версію «Halbblut» як сингл у 1973 році. Вона 38 позицію у західнонімецьких чартах у лютому 1974 року.
- Лідер оркестру Рей Коніф записав пісню зі своїми виконавцями у листопаді 1973 року. Версія залишалася невиданою до 2009 року, коли з'явилася в альбомі «Ray Conniff: The Singles Collection, Volume 3».
- У 1990 році версію пісні виконала Шаная Твейн, вона вийшла 2001 року у її альбомі «The Complete Limelight Sessions».
- Пісню переспівав альтернативний рок-гурт «House of Large Sizes».
- Артистка жанру електроніки Peaches створила кавер пісні для сегмента «Like a Version» молодіжної радіостанції «Triple J».
- Виконавець RuPaul виконав кавер пісні на передачі «The RuPaul Show».